# Bad Gleichenberg
Bad Gleichenberg est une commune autrichienne du district de Südoststeiermark en Styrie.